# (12104) Chesley
(12104) Chesley (1998 KO6) – planetoida z grupy pasa głównego asteroid okrążająca Słońce w ciągu 5,23 lat w średniej odległości 3,01 j.a. Odkryta 22 maja 1998 roku.